# Telefe Rosario
El Canal 5 de Rosario, más conocido como Telefe Rosario, es un canal de televisión abierta argentino afiliado a Telefe que transmite desde la ciudad de Rosario, provincia de Santa Fe. El canal se llega a ver en el Gran Rosario y zonas aledañas. Es operado por Paramount Global a través del Grupo Telefe.

## Historia
El 23 de abril de 1964, mediante el Decreto 2938, el Poder Ejecutivo Nacional adjudicó a la empresa Rader S.A. de Radiodifusión (en ese entonces en proceso de formación y conformada por 154 personas) una licencia para explotar la frecuencia del Canal 5 de la ciudad de Rosario, provincia de Santa Fe.

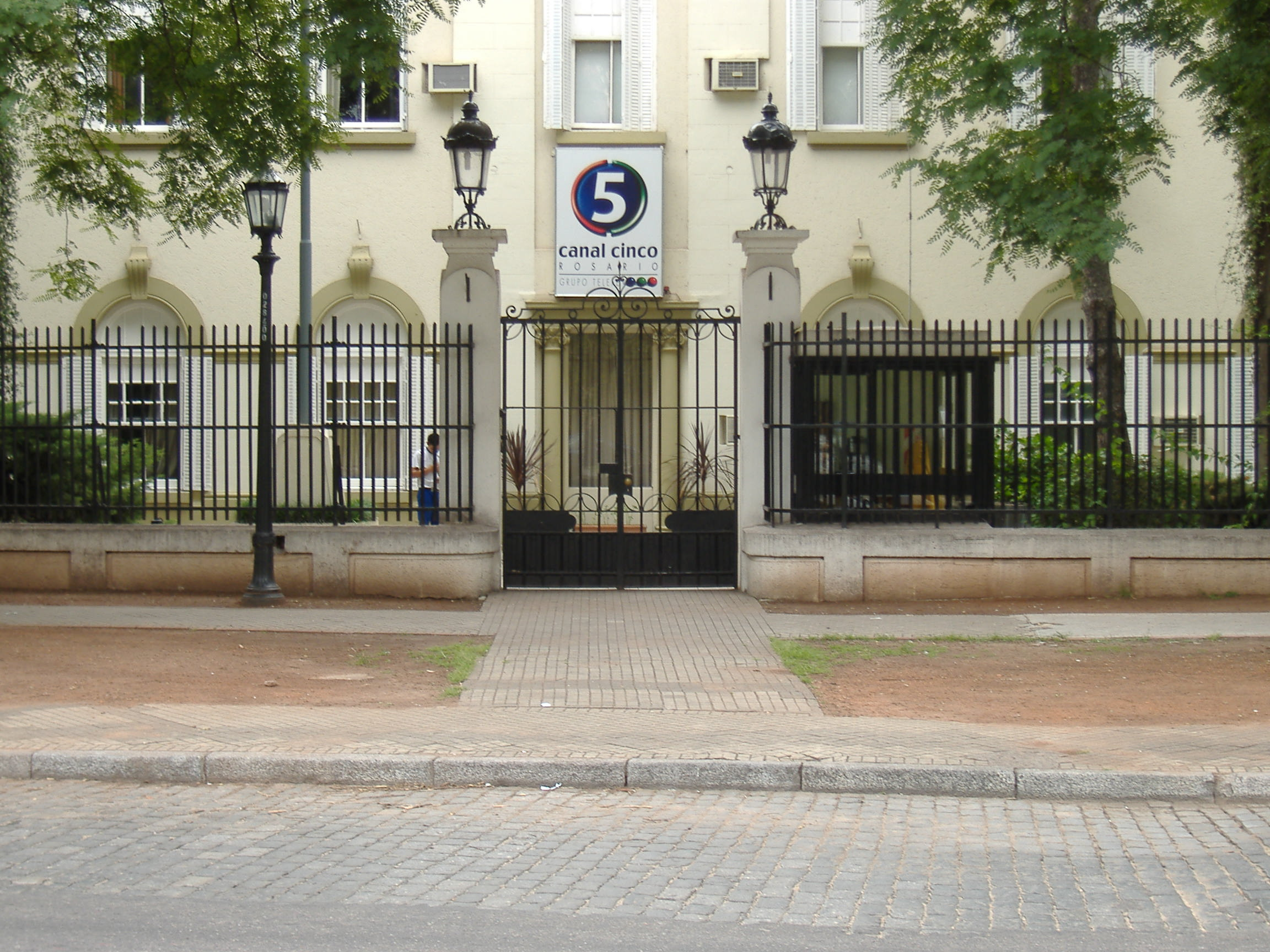
Ingreso a los estudios por Av. Belgrano.

La licencia inició sus transmisiones regulares el 18 de noviembre de 1964 como LT 84 TV Canal 5 de Rosario.
En 1980, Canal 5 comenzó a emitir programas en color.
El 12 de noviembre de 1982, mediante el Decreto 1207 (publicado el 17 de noviembre), el Poder Ejecutivo Nacional renovó la licencia conferida del Canal 5.
El 21 de septiembre de 1989, el presidente Carlos Menem dispuso por decreto la privatización de los Canales 11 y 13 de la ciudad de Buenos Aires. Una de las empresas que participó en esas licitaciones era la sociedad Televisión Federal S.A. (Telefe), que tuvo en esos momentos como uno de sus principales accionistas a Televisoras Provinciales S.A. (del cual Rader S.A. de Radiodifusión, la licenciataria de Canal 5, era accionista).
La licitación de Canal 11 fue ganada por la empresa Arte Radiotelevisivo Argentino (Artear), propiedad del Grupo Clarín. No obstante, debido a que también había obtenido la licencia de Canal 13, tenía que optar por uno de ellos y decidió quedarse con este último y por lo tanto, el 11 terminó en manos de Televisión Federal. La licencia se hizo efectiva el 15 de enero de 1990.
En abril de 1998, se dio a conocer que Televisoras Provinciales vendió su participación en Televisión Federal a Atlántida Comunicaciones y que 7 de las 10 empresas que lo conformaban (entre ellas Rader) aceptaron la oferta presentada por AtCo para quedarse con sus respectivas licencias. (siendo la transacción de esta última completada en septiembre de ese año, pasando todos los canales adquiridos, entre ellos el 5, a formar parte del Grupo Telefe). Rader fue absorbida en 1999 por Compañía de Televisión del Atlántico S.A. (absorbida en 2004 por Televisión Federal). La transferencia de la licencia del ocho a Telefe fue aprobada el 30 de marzo de 2017, casi 19 años después.
El 12 de febrero de 1999, mediante la Resolución 3458, la Secretaría de Comunicaciones autorizó a Canal 5 a realizar pruebas en la Televisión Digital Terrestre bajo la normativa ATSC (normativa que fue dispuesta mediante la Resolución 2357 de 1998). Para ello se le asignó el Canal 10 en la banda de VHF.
El 30 de noviembre de 1999, Constancio Vigil, director general de Atlántida Comunicaciones, dio a conocer que el Grupo Telefónica (que tenía el 30% de la empresa) iba a comprar el 100% de las acciones de Telefe, 7 canales del interior (entre ellos Canal 5) y las radios Continental y FM Hit por aproximadamente U$D 530 millones. La transacción fue aprobada por la Secretaría de Defensa de la Competencia y del Consumidor el 19 de abril de 2000 y completada el 19 de mayo del mismo año.
El 18 de octubre de 2000, el Comité Federal de Radiodifusión, mediante la Resolución 1162 autorizó a Rader (titular de Canal 5) a instalar repetidoras en Colón, Frontera, San Pedro, Sastre y Tortugas asignándole a cada repetidora los canales 32, 31, 53, 46 y 52 respectivamente.
En 2007, una tormenta provocó la destrucción de la antena del canal (así como la del Canal 3), dejando a los rosarinos sin televisión abierta. Al día siguiente, el canal estaba de vuelta en el aire pero transmitiendo con una «señal pobre», mientras que a los 20 días estaba operando con el 50% de la potencia autorizada.
En 2009, los canales 3 y 5 inauguraron una nueva antena, permitiendo a los dos canales mejorar el área de transmisión antes de la tormenta. Desde 2010, la TV Pública utiliza la antena transmisora para la repetidora que tiene el canal en la ciudad.
El 30 de agosto de 2011, la Autoridad Federal de Servicios de Comunicación Audiovisual, mediante la Resolución 1032, autorizó al Canal 5 a realizar pruebas en la Televisión Digital Terrestre bajo el estándar ISDB-T (adoptado en Argentina mediante el Decreto 1148 de 2009). Para ello se le asignó el Canal 38 en la banda de UHF. Para noviembre de 2012, la señal de Canal 5 estaba disponible en la TDA.

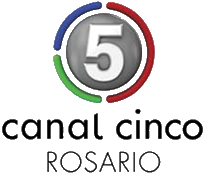
Logo utilizado por Canal 5 entre 2011 y 2018.

El 6 de diciembre de 2012, Telefe presentó su plan de adecuación voluntaria ante la Autoridad Federal de Servicios de Comunicación Audiovisual con el fin de adecuarse a la Ley de Servicios de Comunicación Audiovisual, donde propuso poner en venta los canales 7 de Neuquén y 9 de Bahía Blanca. El plan fue aprobado el 16 de diciembre (dos años después), logrando Telefónica retener 7 de los 9 canales que pertenecen al Grupo Telefe (entre ellos, el Canal 5). Sin embargo el 29 de diciembre de 2015, mediante el Decreto 267/2015 (publicado el 4 de enero de 2016), se realizaron cambios a varios artículos de la ley (entre ellos el Artículo 45, que indicaba que el licenciatario no podría cubrir con sus medios de comunicación abiertos más del 35% de la población del país); a raíz de la eliminación del porcentaje límite de cobertura nacional, Telefe ya no tendría obligación de vender los dos canales, pudiendo mantener a los 8 canales del interior en su poder. El 2 de febrero de 2016, el Ente Nacional de Comunicaciones (sucesora de la AFSCA) decidió archivar todos los planes de adecuación (incluyendo el de Telefe); como consecuencia de esto, Telefe ya no tiene obligación de vender ninguno de sus canales de televisión.
El 28 de julio de 2014, Canal 5 comenzó a transmitir toda su programación (incluyendo la de Telefe) en HD. De esta manera, Canal 5 se convirtió en el primer canal del Grupo Telefe en el interior en transmitir en Alta definición.
El 31 de marzo de 2015, la Autoridad Federal de Servicios de Comunicación Audiovisual, mediante la Resolución 236, le asignó a Canal 5 el Canal 33.1 para emitir de forma regular (en formato HD) en la Televisión Digital Terrestre.
El 3 de noviembre de 2016, se anunció que el grupo estadounidense Viacom había llegado a un acuerdo para comprar Telefe y sus canales (incluyendo el 5) por U$D 345 millones. La compra se concretó el 15 de noviembre. El ENACOM aprobó la transferencia de Telefe y sus licencias a Viacom el 30 de marzo de 2017.
El 14 de noviembre de 2018, se dio a conocer que el 21 de noviembre de ese año, a raíz de un cambio estratégico de cara al apagón analógico, los canales del Grupo Telefe en el interior (incluido el 5) iban a reemplazar su identificación comercial basada en la frecuencia analógica de la licencia por la de Telefe. Como consecuencia de este cambio, Canal 5 adoptó el nombre de Telefe Rosario.
El 13 de agosto de 2019, CBS Corporation y Viacom anunciaron que llegaron a un acuerdo para fusionar sus respectivas unidades de negocio (incluyendo a Telefe y Canal 5) bajo el paraguas de la primera (que pasaría a llamarse ViacomCBS). La fusión fue completada el 4 de diciembre.
Desde el 29 de abril del 2021, se encuentra disponible en DirecTV, en la señal 137.
El 6 de mayo de 2024, estrena Buen Telefe en duplex con Telefe Santa Fe, reemplazando a Buen día Rosario.

## Programación
Actualmente, parte de la programación del canal consiste en retransmitir los contenidos del Canal 11 de Buenos Aires (cabecera de la cadena Telefe).
La señal posee también programación local, entre los que se destacan Telefe Noticias (que es el servicio informativo del canal), Aislados (ciclo de entrevistas, fue el primer programa del interior que tuvo Telefe Internacional), Buen Telefe (noticiero de la mañana), El Show de AJ (programa de entretenimiento) y Sabores de Campo (programa de cocina que también se emite por Telefe Internacional).

## Telefe Noticias

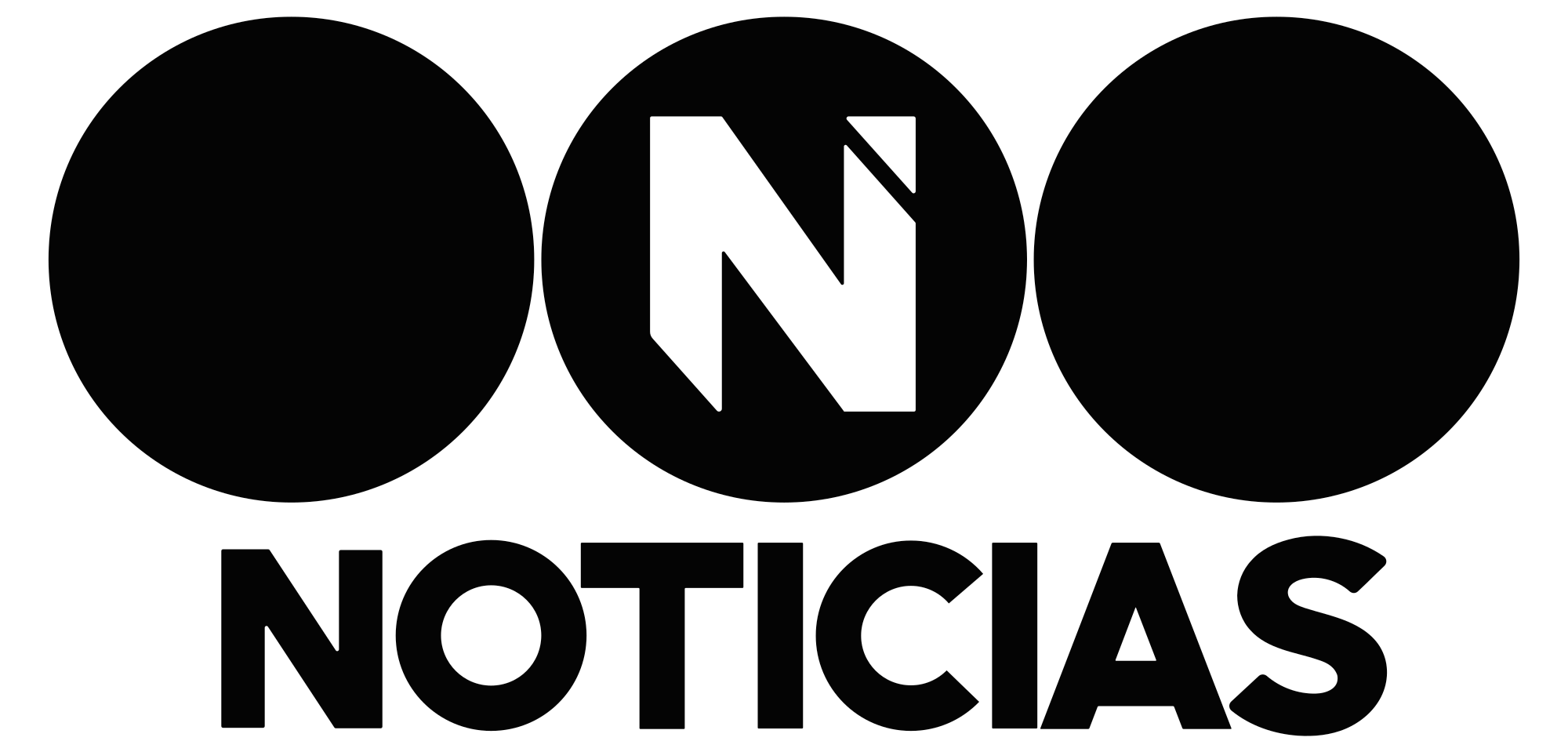
Logo utilizado por Telefe Noticias desde 2018.

Es la versión local del noticiero porteño del mismo nombre para el Gran Rosario. Actualmente, posee dos ediciones que se emiten de lunes a viernes: a las 11.50Hs (conducido por Sonia Marchesi) y a las 20:00 (conducido por Maximiliano Raimondi y María Belén Salvañá).

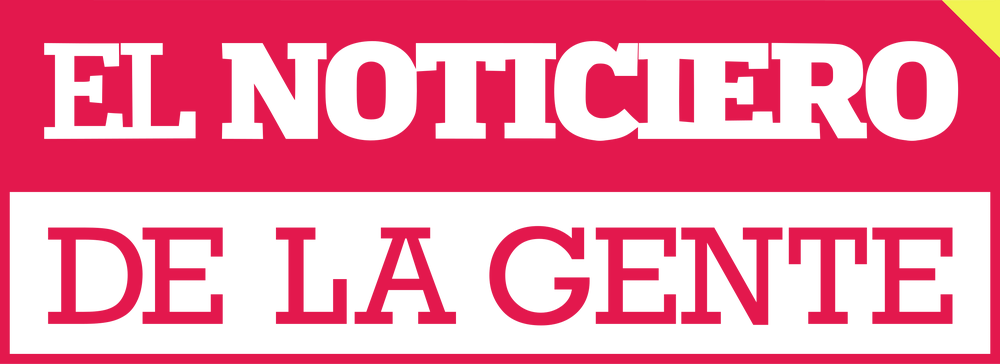
Logo utilizado en la primera edición desde 2023.

El 16 de diciembre de 2019, la primera edición pasó a llamarse El noticiero de la gente, adoptando el mismo nombre que el noticiero del mediodía de la cadena Telefe.
Desde el 6 de abril de 2024 emite Buen Telefe, que es el noticiero de la mañana que tiene el canal, emitiendo en conjunto con Telefe Santa Fe. 

## Repetidoras
Canal 5 cuenta con 3 repetidoras en el sur de la Provincia de Santa Fe y 1 en el norte de la Provincia de Buenos Aires; sin embargo, estas actualmente se encuentran fuera de servicio.
| Canal | Localización de las repetidoras |
| 68    | El Trébol                       |
| 4     | Rufino                          |
| 13    | Venado Tuerto                   |

| Canal | Localización de la repetidora |
| 57    | Pergamino                     |